# Bobby Rahal
Robert Woodward Rahal (Medina, Ohio, 10 de enero de 1953), más conocido como Bobby Rahal, es un expiloto de automovilismo de velocidad y actual dueño del equipo Rahal Letterman Lanigan Racing. Su hijo Graham Rahal también compite en automovilismo.
Disputó el campeonato de monoplazas CART entre 1982 y 1998, logrando 24 victorias y 88 podios. Ganó las 500 Millas de Indianápolis de 1986, y llegó segundo en 1990 y tercero en 1994 y 1995; además venció en el Desafío Marlboro de la CART de 1987. Fue campeón de la CART en las temporadas 1986, 1987 y 1992, subcampeón en 1982 y 1991, tercero en 1984, 1985, 1988 y 1995, y cuarto en 1990 y 1993. Por otra parte, obtuvo victorias absolutas en las 24 Horas de Daytona de 1981 y las 12 Horas de Sebring de 1987.
A fines de 1991, Rahal fundó el equipo Rahal-Hogan Racing, que cambió de denominación dos veces y del cual aún es dueño. La escudería participó en la CART desde 1992 hasta 2003, en la IndyCar Series desde 2003, y en la American Le Mans Series desde 2007. Rahal corrió para su equipo desde 1992 hasta su retiro como piloto a fines de 1998. Luego del título de 1992, ningún otro piloto de automóviles Indy logró el campeonato corriendo para su propio equipo.
Rahal fue presidente y jefe ejecutivo de la CART durante la primera mitad del año 2000. A lo largo de la temporada 2001 de Fórmula 1, fue gerente del equipo Jaguar Racing de Fórmula 1.

## Inicios y sport prototipos
Rahal corrió en la Fórmula Atlantic y la Fórmula 2 en la década de 1970. Asimismo, participó en las dos fechas norteamericanas de la temporada 1978 de Fórmula 1 con el equipo Wolf, resultando 12º en el Gran Premio de Estados Unidos. Corrió las 24 Horas de Le Mans de 1980 con un Porsche 935 de Dick Barbour y en 1982 con un March-Chevrolet, abandonando en ambas oportunidades.
En 1981 resultó cuarto en el Campeonato Mundial de Resistencia con una victoria y tres podios, y cuarto en el Campeonato IMSA GT con una victoria en las 24 Horas de Daytona y seis podios, en ambos torneos con un Porsche 935.
Tiempo después, Rahal disputó el Campeonato IMSA GT 1987 con un Porsche 962 del equipo Bayside Disposal. Logró tres victorias en las 12 Horas de Sebring, Mid-Ohio y Columbus, así como seis podios, por lo que resultó quinto en el campeonato de pilotos de la clase GTP.

## Truesports (1982-1988)
Con 29 años de edad, Rahal debutó en la serie CART en 1982 con un March-Cosworth del equipo Truesports. Logró dos victorias en Cleveland y Míchigan, así como seis podios en diez carreras disputadas, por lo que resultó subcampeón por detrás de Rick Mears. En las 500 Millas de Indianápolis abandonó luego de completar 174 vueltas, y se ubicó en el 11º puesto.
En 1983 consiguió un triunfo en Riverside, tres podios y cinco top 5, quedando así quinto en el campeonato. El piloto obtuvo en la primera mitad de 1984 solamente dos séptimos puestos, uno de ellos en las 500 Millas de Indianápolis, donde cruzó la meta con tres vueltas perdidas. En la segunda mitad se recuperó al obtener dos victorias en Phoenix y Laguna Seca, y seis podios en ocho carreras. Esto le valió el tercer puesto de campeonato, luego de Mario Andretti y Tom Sneva.
Continuando en el equipo Trueman en 1985, Rahal acumuló cinco abandonos al inicio del año. Más tarde consiguió tres victorias en Mid-Ohio, Míchigan y Laguna Seca, un segundo puesto y dos cuartos, así como seis pole positions. Esto le permitió remontar hasta la tercera colocación final, por detrás de la dupla Al Unser y Al Unser Jr.
En 1986, el piloto rebasó a Kevin Cogan a dos vueltas del final de las 500 Millas de Indianápolis. Ganó dicha prueba por única vez en su vida, cruzando la meta con una ventaja de 1,4 segundos y completando las 200 vueltas en menos de tres horas por primera vez en la historia. Jim Trueman, dueño del equipo Truesports, murió dos semanas después por cáncer. Pese a abandonar seis veces, Rahal sumó otros triunfos en Toronto, Mid-Ohio, Sanair y Laguna Seca, por lo que obtuvo su primer título de CART ante Michael Andretti.
Steve Horne continuó dirigiendo el equipo Truesports en la temporada 1987, adoptando chasis Lola. Pese a abandonar en las 500 Millas de Indianápolis, logró tres victorias en Portland, Meadowlands y Laguna Seca, así como 10 podios en 15 carreras. Eso le permitió ganar el campeonato nuevamente ante Michael Andretti.
En 1988, el piloto triunfó en Pocono y cosechó cuatro segundos puestos y nueve top 5 en 15 carreras, entre ellos un quinto puesto en las 500 Millas de Indianápolis. Esto le significó acabar tercero en la clasificación general por detrás de Danny Sullivan y Al Unser Jr.

## Galles-Kraco (1989-1991)
Rahal dejó el equipo Truesports en 1989 con la intención de obtener motores Chevrolet, que eran los más competitivos. Sin embargo, su nuevo equipo Kraco utilizó automóviles Lola Cosworth. Consiguió una victoria en Meadowlands, tres podios y solamente ocho top 10 en 15 carreras, quedando relegado a la novena posición de campeonato.
Maurice Kranes y Rick Galles fusionaron sus equipos en 1990 para conformar Galles-Kraco Racing. Rahal no logró ninguna victoria con su Lola Chevrolet, aunque acumuló siete podios en 16 carreras, entre ellos un segundo puesto en las 500 Millas de Indianápolis. El piloto quedó cuarto en el campeonato, por detrás de Al Unser Jr., Michael Andretti y Mears.
El piloto ganó en Meadowlands en 1991, pero consiguió seis segundos puestos, cuatro terceros y dos cuartos en 17 carreras. Sin embargo, Michael Andretti y sus ocho victorias lo relegaron al segundo puesto final.

## Rahal-Hogan (1992-1998)
Rahal fundó su propio equipo para la temporada 1992 de la CART, llamado originalmente Rahal-Hogan Racing en referencia a su socio Carl Hogan. Su Lola Chevrolet era patrocinado por la marca de cerveza Miller, que lo acompañó el resto de su carrera. El piloto consiguió cuatro victorias en Phoenix, Detroit, New Hampshire y Nazareth, además de diez podios en 16 carreras. Con 39 años de edad, logró su tercer título en la serie CART con una ventaja de cuatro puntos con respecto a Michael Andretti.
En 1993, Rahal inició el año utilizando un chasis propio. Fue segundo en Long Beach, pero no logró clasificar a las 500 Millas de Indianápolis. De vuelta con un Lola Chevrolet, obtuvo dos podios y seis top 5 para colocarse cuarto en el campeonato, por detrás de Nigel Mansell, Emerson Fittipaldi y Paul Tracy.
Luego del retiro de Chevrolet, el fabricante japonés Honda desembarcó en la CART en 1994 de la mano del equipo Rahal-Hogan. El piloto obtuvo un segundo puesto, un sexto y dos séptimos como mejores resultados; en las 500 Millas de Indianápolis debió rentar un Penske Ilmor para poder clasificar a la prueba, donde finalizó tercero. Acabó décimo en el campeonato, su peor actuación desde su debut.
Rahal-Hogan siguió usando chasis Lola en 1995, pero cambió a motores Ilmor Mercedes-Benz. Acumuló cinco podios y ocho top 5 en 17 carreras, entre ellos un tercer puesto en las 500 Millas de Indianápolis. Así, resultó tercero en el campeonato por detrás de Jacques Villeneuve y Al Unser Jr.
Hogan se retiró del equipo Rahal en 1996, y este cambió los chasis Lola por Reynard. Con tres podios y diez top 10 en 16 carreras de la CART, el piloto acabó séptimo en el campeonato. En 1997 pasó a utilizar motores Ford-Cosworth. Obtuvo un tercer puesto en Mid-Ohio y diez top 10 en 19 carreras, de modo que alcanzó la décima colocación final. Rahal se retiró como piloto a la edad de 46 años.

## Resultados

### Fórmula 1
(Clave) (negrita indica pole position) (cursiva indica vuelta rápida)

| Año     | Escudería          | 1   | 2   | 3   | 4   | 5   | 6   | 7   | 8   | 9   | 10  | 11  | 12  | 13  | 14  | 15     | 16      | Pos. | Puntos |
| ------- | ------------------ | --- | --- | --- | --- | --- | --- | --- | --- | --- | --- | --- | --- | --- | --- | ------ | ------- | ---- | ------ |
| 1978    | Walter Wolf Racing | ARG | BRA | RSA | USW | MON | BEL | ESP | SWE | FRA | GBR | GER | AUT | NED | ITA | USA 12 | CAN Ret | NC   | 0      |
| Fuente: |                    |     |     |     |     |     |     |     |     |     |     |     |     |     |     |        |         |      |        |